# Arle
Arle is een dorp in de Duitse deelstaat Nedersaksen. Het dorp behoort tot de gemeente Großheide in de Landkreis Aurich. Tot Arle behoren de gehuchten Ostarle, Ostergaste, Dreesche, Komper, Neuis, Beemoor en Südarle (hoewel dit laatste plaatsje eigenlijk als apart Ortsteil van Großheide wordt beschouwd).
Arle ligt ongeveer 4 kilometer ten noordoosten van de hoofdplaats Großheide.
Arle, in die tijd Erle geheten,  was in de 12e eeuw een door een geestelijke bestuurde proosdij van het bisdom Bremen.
Het dorp beschikt over een historisch belangrijk, rond 1200 gebouwd, kerkje, de Bonifatiuskerk. De toren daarvan was in de 14e en 15e eeuw, tijdens de strijd tussen de Friese hoofdelingen, vanwege zijn dikke muren, ook militair belangrijk. De bouwvallig geworden toren werd in 1888 door nieuwbouw vervangen.
Arle is van oorsprong een boerendorp, maar er zijn na de Tweede Wereldoorlog ook mensen gaan wonen, die in de omliggende steden hun werkkring hebben. Veel van deze woonforensen werken in de autofabriek van Volkswagen te Emden.
- Gemeinsame Normdatei: 4207027-2
- Virtual International Authority File: 236419034